# 盧卡斯·杜達
盧卡斯·克里斯多福·杜達（英語：Lucas Christopher Duda、1986年2月3日—）為前美國職業棒球大聯盟的一壘手，生涯曾效力於大都會、光芒、皇家與勇士等隊。杜達是2007年選秀梯次，大都會隊在當年選秀第七輪選擇了他。2014賽季，他成為大都會隊的核心打者，該季他擊出了30發全壘打以及92分打點，均為球隊之冠。

## 外部連結
- 球員資訊和成績在MLB ，ESPN ，Retrosheet ，Baseball Reference ，Baseball Reference (Minors) ，Fangraphs ，The Baseball Cube （英文）